# Biernaczky Szilárd
Biernaczky Szilárd (Budapest, 1944. március 24. –) zeneszerző, italianista, Kós Károly-díjas néprajzkutató és könyvkiadó, afrikanista, költő, műfordító, 1970–1982 között az Egyetemi Lapok (ELTE) felelős szerkesztője, majd 1984-től az ELTE Afrikai Kutatási Program szervezője-vezetője, 1994 és 2010 között a Mundus Magyar Egyetemi Kiadó alapítója és tulajdonos-igazgatója, 2010 óta a Mundus Novus Könyvek Kft. irodalmi vezetője, a Magyar Afrika Tudástár megalapítója.

## Életpályája
A Babits fémjelezte újpesti Könyves Kálmán Gimnáziumban végezte a középiskolát. Szolfézs-zeneelmélet diplomát szerzett (1964–1967) a Bartók Béla Szaktanárképzőben. Ezzel párhuzamosan olasz szakon végzett tanulmányokat (1965-1970) az ELTE-n. Ezt követően az ELTE lapjához (Egyetemi lapok) került, előbb munkatársként, majd 1973-tól felelős szerkesztőként. Tálasi István professzor invitálására elvégezte a néprajz szakot (1972–1976). Utóbb, kiegészítő formában a magyar szakot is (1980, abszolutórium).
1970-től négy éven át Kardos Tibor megbízásából a Filológiai Közlöny technikai szerkesztője. 1982-ben a Regionális Földrajzi Tanszékre került főmunkatársnak. Itt megalapította az ELTE Afrikai Kutatási Programot, amely kiadványok és hazai rendezvények mellett három nagy sikerű nemzetközi konferenciát rendezett (1982, 1984, 1989).
1993-ban megalapította a Mundus Magyar Egyetemi Kiadót, miközben tanítani kezdett a Károli Gáspár Református Egyetemen. 2002-től szenior előadó az ELTE BTK különféle tanszékein. Az általa alapított Mundus Magyar Egyetemi Kiadó 2010-ben financiális problémák okán megszűnt. Feleségével együtt utóbb bejegyezte a Mundus Novus Kft-t, amely, ma már szűkebb formában, főleg afrikai és olasz témájú műveket jelentet meg.
2012-től fő tevékenysége az általa megálmodott és alapított Magyar Afrika Tudástár elektronikus könyvtár volt, amely a Magyar Afrika Társaság támogatásával terebélyesedett. (2019-ben azonban financiális problémák folytán további bővítése megszűnt.) Életpályája során ötször járt Olaszországban ösztöndíjjal. Kétszer angliai magánúton, majd egy DAAD ösztöndíjjal Németország egyetemein (Bayreuth, Berlin, Frankfurt, München) már afrikai témákkal foglalkozhatott. 1990-ben emelt szintű doktorátust szerzett Debrecenben. 1996-ban védte meg kandidátusi dolgozatát.

### Tevékenysége
Zeneszerzőként számos művet komponált (vonós divertimento, Küngisz című egyfelvonásos opera, Jeremiás-kantáta, zongora- és kamaradarabok, dalok, kórusművek stb.), amelyek közül néhány előadásra került, de a partitúrák kéziratban maradtak. Olasz szakos hallgatóként műfordításokat készített (pl. Ungaretti és Montale versei, Pirandello és Castellaneta novellái, Pavese párbeszédei, Montale tárcái stb.). Olasz irodalmi témájú írásai, ismertetései és tanulmányai jelentek meg (pl. Cesare Paveséről, Pier Paolo Pasoliniről, Giuseppe Dessìről).
A néprajz szak hatására született meg sokszor idézett tanulmánya Petőfi verseinek folklorizálódásáról. A Magyar Rádió népzenei rovata indította el lényegében Afrika felé, amikor egy afrikai népzenei sorozatot rendeltek meg nála. A 40 rádióelőadást utóbb nívódíjjal jutalmazták. Könyvkiadóként több mint 200 kiadott, s legalább 70 kéziratban maradt művet saját maga szerkesztett meg, közvetlenül vagy kiadói szuperlektorként.
Ezt követően munkásságának fő vonulatát az Afrika-kutatás adta, amelyet tanulmányok, cikkek, ismertetések és folyóirat különszám-szerkesztések, végül megjelent és még kéziratos kötetek szegélyeznek. Kutatásainak fő területei: magyar, olasz és afrikai irodalom, folklór és népzene, az afrikai szóbeli történelem kutatása, általános afrikanisztika. Több könyve, mintegy 150 tanulmánya és sok száz lexikoncikke, könyvismertetése, kisebb írása jelent meg. A 2012–2013-ban megalapított Magyar Afrika Tudástár elektronikus könyvtár gyűjteménye 2019 júniusában már mintegy 3300 művet (8-900 könyvet, 2500 tanulmányt és dokumentumot) foglalt magába.

### Oktatómunkája
Élete során számos oktatási formában, szakterületen volt tevékeny. Tanított szolfézst, zongorát alapfokú zeneiskolában, olasz nyelvet gimnáziumban, a néprajz és folklorisztika különféle témaköreit, afrikanisztikát, bevezetést az afrikai folklórba az ELTE különféle bölcsész tanszékein, frankofón afrikai irodalom szemináriumot tartott a Pécsi Tudományegyetemen, világ népei kurzust vezetett az ELTE TTK-n, évek óta szemináriumokat tart az írásnélküli népek történelmének kutatási lehetőségeiről (Jan Vansina iskolája) az ELTE BTK Történeti Intézetében.

### Családja
A Biernaczkyak (lengyel helyesírással: Biernacki) ma is Dél-Lengyelországban élnek. Biernacki Alajos Proszper (1778–1854), az 1831-es forradalom pénzügyminisztere volt, később Párizsba emigrált (lásd Pallas Nagylexikonát). Johann Christoph Biernatzki német író (1795-1840), Der Hallig c. regénye 100 éven át kötelező olvasmány volt a német iskolákban. A legidősebb ismert ős, az 1780 körül született Jacob Biernacki (a szépapa) a 19. század elején települt át Dukláról Husztra.
Legidősebb B. Szilárd és B. Zsigmond (ük- és dédapa) bankoknál dolgozott. Id. Biernaczky Szilárd (a nagyapa) árva fiúból jeles banki és gazdasági szakemberré vált a két világháború között, a Bajcsy Zsilinszky és Pethő Sándor fémjelezte Napkeleti Bölcsek Társasága megbecsült tagja volt, a Rákosi-korszakban kitelepítették. A szülők: dr. Biernaczky János (az apa) a pénzügyminisztérium szervező szakembereként ment nyugdíjba. Egész élete során szabadidejében, majd nyugdíjas éveiben irodalmi, művelődéstörténeti és afrikanisztikai tanulmányokat folytatott.
Három anyával bírt. Az első édes (Csomós Gizella, 1914-1946) amikor két éves volt, háborús depresszió okán öngyilkosságot követett el, a második (Urbán Terézia) örökbe fogadta (1948-1959), a harmadik (Leyrer Emilia) utóbb már kamasz-, majd nagyfiúként támogatta (1959–1966). Bartók Szaktanárképzős évfolyamtársával, Virágh Judittal kötött házasságot, amely 30 évig tartott (1966-1996), és amelyből két gyermeke született (Orsolya 1976, Gergely 1978). Második feleségével (Wallner Erika) 1998-ban kötött házasságot.

## Publikációi

### Önálló kötetek
- 2014    Magyar afrikanisztikai bibliográfia (új, bővített kiadás), AHU MATT, pp. 1–264. old., No. 000.000.788, http://afrikatudastar.hu (harmadik javított, bővített kiadás, 2017, AHU MATT, 2017, pp. 1–307. old., No. 000.002.442)
- 2017    Afrika Magyarországon – Magyarok Afrikában, első kötet, Érd, Mundus Novus, 529 old. (Hagyományos Kultúrák a Modern Afrikában = HKMA 20) (e-könyv)
- 2017    (B. Wallner Erikával) Egy elektronikus könyvtár születése (Magyar Afrika Tudástár)(Birth of an Electronic Library. H) , Érd. Mundus Novus, 337 old. (HKMA 18)
- 2017    (B. Wallner Erika szerk.) Afrika–kutatás Magyarországon – első kötet – A 70 éves Biernaczky Szilárd Afrika Barátság könyve (Africa Research in Hungary – Africa Friendship Bookf of the 70 Years Old Szilárd Biernaczky), Érd, Mundus Novus, 621 old. (HKMA 4)
- 2019    Jan Vansina: A szájhagyomány. Tanulmány egy történelmi módszerről (The Oral Tradition. A Study in Historical Methodology – in Hungarian), Érd, Mundus Novus Könyvek, 382 old. (bev., interjú, bibliográfiák) (HKMA 10)
- 2020    Boubacar Tinguidji – Christiane Seydou: Szilamaka és Pullori. Fulani hőseposz (Silamaka et Poullori. Fulani Heroci Epic – in Hungarina), Érd, Mundus Novus Könyvek, 232 old. (szerk, előszó, utószó, szerzői bibl.) (HKMA 28)
- 2020    Az afrikai népek szájhagyományai. Adalékok az Európán kívüli kultúrák szóművészetének vizsgálatához (Oral traditions of the African Peoples. Additives for Investigating the Verbal Art of Extra-European Cultures), Budapest, Mundus Novus Könyvek, pp 659 old. (Hagyományos Kultúrák a Modern Afrikában = HKMA 6.)
- 2020    Afrika Magyarországon – Magyarok Afrikában, első kötet (Africa in Hungary – Hungarians on Africa, first volume), javított második kiadás, Érd, Mundus Novus, pp. 529 old. (HKMA 20)
- 2021    Afrika Magyarországon – Magyarok Afrikában, második kötet (Africa in Hungary – Hungarians on Africa, second volume), Érd, Mundus Novus, pp. 618 old. (HKMA 30)
- 2021    Úttörések a hazai Afrika-kutatásban, (Pioneering Works in Hungarian African Research), Érd, Mundus Novus, pp. 604 old. (HKMA 31)
- 2021    Daniel Osomo – Samuel-Martin Eno Belinga: Moneblum a kék ember, kameruni bulu hőseposz, ford.: Biernaczky János és Szilárd, szerk. és utószó: Biernaczky Szilárd, Érd, Mundus Novus Könyvek, 298 old. (HKMA 32)
- 2023   Szerelem (Egy 13. századból itt rekedt dalos kedvű rímfaragó trubadúr néhol avíttas, néhol modernkedő nyelvezetű, heves érzelmek átjárta vallomásaiból – 241 verses térdre borulás testben és lélekben szépséges hölgyek lábainál), 344 old. (megjelenés előtt)

### Disszertációk
- Afrikai népköltészet – egyetemes folklór. Összehasonlító műfaji vizsgálatok, doktori disszertáció (1990, Debrecen, KLTE)
- Az afrikai eposz típustana, kandidátusi értekezés (1996)

### Szerkesztői tevékenység
- Filológiai Közlöny, az MTA Világirodalmi folyóirata (1970–1974) (technikai szerkesztő)
- Egyetemi Lapok (ELTE) (1970–1973: munkatárs, 1973–1984: felelős szerkesztő)
- Artes Populares (1979–1980) (technikai szerkesztő)
- Világirodalmi Lexikon (1982–1994) (főmunkatárs – fekete-afrikai irodalmak, V-XVII. kötet)
- Afrikanisztikai Hírek (1982–1983) (szerkesztő)
- Folklore in Africa Today, Proceedings of the International Workshop (1984, Artes Populares 10–11) (felelős szerkesztő)
- Africana/Budapest (African Studies in Hungary) (I: 1984, II: 1986) (felelős szerkesztő)
- KÓTA, A Kórusok Országos Tanácsának Lapja (1985–1989) (felelős szerkesztő)
- Helikon különszám – Szájhagyományok és irodalom a mai Afrikában (1986, 3-4) (vendégszerkesztő)
- Europa Cantat, a KÓTA folyóirat idegen nyelvű külön kiadása (1988) (felelős szerkesztő)
- Contemporary Hungarian Composers of Choral Works (1988) (felelős szerkesztő)
- Éneklő Magyarország, a KÓTA folyóirat külön kiadása (1988) (felelős szerkesztő)
- Neohelicon – Africa – special number (1989, 2. kötet) (vendégszerkesztő)
- AHU Magyar AfrikaTudástár elektronikus könyvtár (2013–2019) (felelős szerkesztő)
- Hagyományos Kultúrák a Modern Afrikában – könyvsorozat (2002–, 15 kötet) (felelős szerkesztő)
- Forrás folyóirat – Kecskemét – különszám: Afrika irodalma (2015, 2. szám) (vendégszerkesztő)
- Ethnologia (2016-) (felelős szerkesztő) (Eddig megjelent: 2016/1, 2017–2018/2-3. kötet)
- 2020    (saját írásokkal és fordításokkal) Philologia Africana Hungarica, 1. évf., 1-4. szám, 623 old. (felelős szerkesztő)
- 2020    (szerk., saját írásokkal és fordításokkal) Afrikai üzenetek – Afrika-különszám, Napút, 22. évf., 5. szám, június-július, 156 old.
- 2020    (szerk., saját írásokkal) Irodalmak Afrikában – Afrika-különszám (Literatures in Africa – Africa Special Number), szerk., saját írásokkal, Helikon, 66. évf., 4. szám, pp. 1–184. old.

### Fontosabb tanulmányok
- 1973 – Petőfi „dalai” a nép között. Vázlat a folklorizálódási folyamat kutatásához (Petőfi’s “Songs” among the People. Framework for Research of Folklorization), Filológiai Közlöny, XIX, No. 3-4, pp 349–398.
- 1974 – Az írói módszer és forrásai. Előmunkálatok Cesare Pavese műveinek komplex elemzéséhez (Writing Method and Sources. Preparatory Work for the Complex Analysis of Cesare Pavese’s Works), Filológiai Közlöny, XX, No. 1-2, pp 93–113.
- 1976 – Cesare Pavese’s Folklorism, Acta Ethnographica, No. 3-4, – pp 275–295. (magyarul: Mitosz, folklór, etnológia, irodalom – Pavese folklorizmusa mint művei szemiótikai rendszerének tengelye, in: A társadalom jelei, Budapest, Népművelési Propaganda Iroda, pp 21–39).
- 1976 – Van-e afrikai népmese? (Is there such a Thing as African “Tales”?), Ethnographia, LXXXVII, No. 4, pp 573–587.
- 1978 – Neoetnologizmus az „európai” művészetekben (Neoethnologism in “European” Arts), in: Folklór – Társadalom – Művészetek 4-5, pp 10–18.
- 1979 – How many Historical Models of the Communication System of Tales?, in: Artes Populares (Budapest) 4-5, pp 49–82.
- 1980 – Era la festa (Déry-elemzés – analysis of a Work by Déry), Ungheria-Oggi, No. 15, pp 34–39.
- 1984 – The African Heroic Epic Exists, in: Folklore in Africa Today. Artes Populares 10-11, Proceedings, pp 221–234.
- 1986 – József Attila és a folklór (Attila József and the Folklore), Forrás, XVIII, 7, pp 18–21.
- 1986 – Költészet, zene és társadalom a „hagyományos” Afrikában (Poetry, Music and Society in Traditional Africa), Magyar Zene, XXVII, 3, pp 312–332, XXVII, 4, pp 405–418.
- 1986 – Oralitás a mai afrikai irodalmak életében (Orality in the Life of Today’s African Literatures), Helikon, No. 3-4, pp 284–331.
- 1989 – La tradition orale et la littérature africaine de langue française, in: L’identité culturelle dans les littératures de langue française, Actes du Colloque de Pécs, ACCT – Paris; Presses de l’Université de Pécs – Pécs, pp 173–179.
- 1989 – Orality in African Literature Today, Neohelicon, XVI-2, pp 317–357.
- 1990 – (1984–1985) Poetry, Music and Society in Traditional Africa, Acta Ethnographica, 33, 1-4., 45-78.
- 1994 – Előfeltevések az afrikai folklorizmus kutatásához (Hypotheses for a Theory of African Folklorism), in: Újváry Zoltán szerk./ed. by: In Memoriam Sztrinkó István, pp 467–502. (Folklór és Etnográfia 85).
- 1994 – Az afrikai előadói egyéniségek kutatása, in: Újváry Zoltán szerk./ed. by: Történeti és néprajzi tanulmányok, Debrecen, KLTE Néprajzi Tanszék, pp 263–280.
- 1995 – Az afrikai szájhagyományok kutatása a portugál nyelv érvényesülési területén (Research on African Oral Tradition in the Lusophon Linguistic Area), in: szerk./ed. by István Rákóczi: Miscellanea Rosae. Tanulmányok Rózsa Zoltán tiszteletére (Zoltán Rózsa Festschrift), Budapest, Mundus Kiadó, pp 165–176.
- 1995 – A folklór mint irodalom. Előtanulmányok egy afrikai folklórenciklopédiához (Folklore as Literature. Hypotheses for an Encyclopedia of African Folklore), in: szerk./ed. by A. Beke – Sz. Biernaczky – É. Bogdán – Gy. Pápai Szabó: Sokágú életfa. Szíj Rezső emlékkönyv, Budapest, Mundus Kiadó, pp 229–273.
- 1995 (1996) A ruandai tutszi szájhagyományok történetének vázlata (Outline of the History of Rwandan Tutsi Oral Traditions), Studia Nova – Új Tanulmányok, II. évf. 4. szám, pp 43–68.
- 1999 – Research on Talented Informants in Africa, Lares (Italy), Anno LXV, n. 4., ottobre-dicembre, pp 339–360.
- 2001 – Kós Károly regényei és a néprajz – történelmi vetületben (Novels of Károly Kós and the Ethnology – from the Point of View of the History), Kortárs, 45, 10, pp 78–91
- 2002 – Kodolányi folklorizmusa (Kodolányi’s Folklorism), in: szerk./ed. by: Biernaczky Szilárd: Kodolányi helye és szerepe a magyar irodalomban (Place and role of János Kodolányi novelist in Hungarian literature), Budapest, Mundus Kiadó, pp 52–77.
- 2002 – Mítoszok és mesék a hagyományos afrikai közösségek életében (Myths and Tales in the Life of African Traditional Communities), Valóság, 45, 1, pp 10–26.
- 2003 – A szájhagyományozott történelem kutatása (B. Sz. levélinterjúja Jan Vansinával) (Oral History Research. Interview by Correspondence with Prof. Jan Vansina), Tabula, 6, 2, 253-264. old.
- 2005 – Pier Paolo Pasolini, a borzalmas teljesség költője (P. P. P., the Poet of the Horrible Totality), PoLisz, 85., 61-74. old.
- 2007 – „Ha szárnyaló madarakat látsz valahol...” (Szerelem, erotika, obszcenitás – hagyományos afrikai költői műfajok), “Where One Sees Birds In Their Flight...” (Love, Eroticism, Obscenity – Traditional African Poetry Genres), Néprajzi Látóhatár, 1-2. szám. 167-210. old.
- 2007 – Szólások a mindennapi élet és a folklór határán (Sayings on the Border of Everyday Life and Folklore), Afrika Tanulmányok, 1. évf., 3. szám, 36-47. old.
- 2008 – Shaka dicsérője (Praise Poem of Shaka Zulu), Afrika Tanulmányok, 2. évf., 1. szám, 55-78. old.
- 2008 – A hagyományok és Afrika (The Traditions and Africa) – ma, Külügyi Szemle, 7. évf., 4. szám, 17-27. old.
- 2009 – Szungyata, avagy a Mali birodalom alapításának története. Egy nyugat-afrikai hőseposz térben és időben (Sundiata, or the Story of the Founding of the Mali Empire. A West African Heroic Epic in Space and Time), in: Csizmadia Sándor – Tarrósy István szerk.: Afrika Ma – Tradíció, átalakulás, fejlődés, Pécs, IDResearch Kft/Publikon Kiadó, 237-262. old.
- 2010 – A zulu és kosza dicsérő ének – izibongo / iibongo – tegnap és ma (Zulu and Xhosa Praise Poetry – Izibongo / Iibongo – Yesterday and Today), in: Háda Béla et al szerk.: Nemzetek és birodalmak. Diószegi István 80 éves, ELTE Új- és Jelenkori Egyetemes Történeti Tanszék, 55-67.
- 2010 – Szájhagyományok és történelem. Utak az afrikai kultúra megértése felé (Oral Traditions and History. Paths to Understanding African Culture), Hitel, 11, 107-112. old.
- 2013 – Búrok a magyar művelődés történetében (Boers in the Hungarian Culture History), Afrika Tanulmányok, 7. évf., 1. szám, pp 89–118. old.
- 2013 – René Maran Magyarországon (megjegyzések a Batuala új kiadásához) (René Maran in Hungary. Notes to the New Edition of the Batuala), in: René Maran: Batuala. Igaz néger regény, Budapest, Mundus Novus Könyvek, pp 127–160. old. (újraközlés: Afrika Tanulmányok, 2014, 8. évf., 1. szám, pp 53–84. old.)
- 2013 – Neoetnologizmus az „európai” művészetekben (Neoethnologism in “European” Arts), AHU MATT, pp 1–14. old., No. 000.000.187, http://afrikatudastar.hu. (új, ellenőrzött, javított és újraszerkesztett változat / new controlled, corrected and edited version)
- 2013 – A magyar afrikanisztikai tudománytörténet kronológiája (Chronology of Hungarian History of Science in African Studies), AHU MATT, pp 1–24. old., No. 000.000.660, http://afrikatudastar.hu. (korrekciók, kiegészítések/corrections, supplements: 2017)
- 2013 – Az énekes mese. Megjelenése az egyetemes folklórban és afrikai jelenségformái (The Tale Interpersed with Songs. Presence in the Universal Folklore and its African Phenomena), AHU MATT, 2013, pp 1–94. old., No. 000.000.686, http://afrikatudastar.hu.
- 2013 – Egy magyar világjáró emlékiratai – immár magyar nyelven (François Baron de Tott többek között a 18. századi Egyiptomról) (A Hungarian Globetrotter’s Memoirs – Now in Hungarian: François Baron de Tott on the 18th century Egypt among Others), Afrika Tanulmányok, 7. évf., 3. szám, pp 61–72. old.
- 2013 – „The Goals, Responsabilities and the First Results of the Knowledgebase”, in: Bokor Balázs szerk.: Budapest Africa Forum 2013, Budapest, Magyar Köztársaság Külügyminisztériuma, pp 90–94. old. (rövidített szöveg / shortened text)
- 2013 – A népmesei kommunikációs rendszer hányféle történeti modellje létezik? (How Many Historical Models of the Communication System of Tales?), AHU MATT, 2013, pp. 1–27. old., No. 000.000.682, http://afrikatudastar.hu
- 2014 – Afrikai-Magyar Egyesület – Magyar Afrika-Tudás Tár (AHU MATT) elektronikus könyvtár (szakmai bemutatkozás, célok, feladatok és első eredmények) (African Hungarian Union – Hungarian Africa Knowledge Base – Electronic Library: Professional Introduction, Goals, Duties, First Results), Kultúra és Közösség, IV. folyam, V. évf., 1. szám, pp 37–49. old.
- 2014 – Tévedések tárháza. Igazolhatatlan vélekedések, hibás adatok – Torday Emil életműve (Repository of Mistakes: Unjustifiable Opinions, Corrupted Data – Works by Emil Torday), Afrika Tanulmányok, 8. évf., 3. szám 55-64. old.
- 2014 – Afrikai tanulmányok Magyarországon?! 150 éve vajúdik országunk egy tudományterület megszületésével (African Studies in Hungary?! For 150 years our Country Has Labored to Create a Field of Science), Magyar Tudomány, 175. évf., 6. szám, december, 1410-1423. old. (lásd a teljes szöveget / see the complete text: AHU MATT, 2014, pp. 1–31. old., No. 000.001.051, http://afrikatudastar.hu)
- 2015 – Eno Belinga: Moneblum avagy a kék ember (kameruni bulu hőseposz), részletek (Moneblum or the Blue Man – Bulu Heroic Epic from Cameroon, parts), ford./transl. Biernaczky János és Szilárd, bevezette/introduced by: Biernaczky Szilárd, Forrás, 47. évf., 2. szám, február, 33-58. old.
- 2015 – Senghor Magyarországon (Senghor in Hungary), in: L. S. Senghor: Amiben hiszek, Érd, Mundus Novus Könyvek, 159–180. old. (javított, bővített változat: Afrika Tanulmányok, 9. évf., 2. szám, 35–63. old.) (lásd: AHU MATT is)
- 2016 – Távol Afrikától? Avagy 54 ország kultúrája mégis csak behatol Magyarföldre?! (A magyar Afrika-könyvkiadásról 1945-től napjainkig), (Far from Africa? Or does the Culture of 54 Countries only Penetrate Hungary?! (About Hungarian African Publishing from 1945 to the Present), Valóság, 59. évf., 5. szám, 27–44. old. (lásd / see: AHU MATT is / as well)
- 2016 – Mit jelent az afrocentrikus látásmód? What Do You Think about Afrocentric Vision?, 1–18 old., AHU MATT, 2016, pp. 1–18. old., No. 000.001.700, http://afrikatudastar.hu
- 2016 – Torday Emil recepciója itthon és külföldön – Vázlat egy monográfiához) (Emil Torday's Reception at Home and Abroad – Sketch for a Monograph), Magyar Tudomány, 1090–1098. old.
- 2016 – Id. Biernaczky Szilárd emlékirataiból (From the Memoirs of old. Szilárd Biernaczky), Valóság, 59. év., 12. szám, 88–105. old.
- 2016 – Sona (Zimbabwe) dicsérő költészet (Shona – Zimbabwe – Praise Poetry), Ethnologia, 1. évf., 1–4. szám, pp 419–458. old.
- 2016 – Célkeresztben: a világ eposzai – Megkésett jegyzetek egy lexikonról (On the Cross: Epics of the World – Late Notes on a Lexicon) (Jackson, Guida M.: Encyclopedia of Traditional Epics, 1994), Ethnologia, 1. évf., 1–4. szám, pp 546–556. old.
- 2016 – Történelmi tények a szénakazalban? Avagy a „középső” Walsin–Esterhazy / Historical Facts in a Haystack? Or the "Middle" Walsin–Esterhazy (Louis-Joseph-Ferdinand Walsin–Esterhazy de Ginestous (1807–1857), AHU MATT, 2016, pp. 1–13. old., No. 000.001.701, http://afrikatudastar.hu
- 2016 – A Szungyata eposz bűvkörében. Jan Jansen professzor munkásságáról (Under the Magic of the Sundiata Epic. About Professor Jan Jansen’ Lifework), Ethnologia,1. évf., 1–4. szám, pp 597–606. old.
- 2016 – Investigating the Oral History. Mail interview with Professor Jan Vansina, Acta Ethnographica, 61. évf., 2. szám, 485–497. old.
- 2016 – Afrika hagyományvilága újra a hazai néprajzi kutatások fénykörében, Néprajzi Hírek, 85. évf., 2. szám, 35-40. old.
- 2017 – Ngongolo és Mbidi Kilwe története (egy luba eredetmítosz szövege kommentárokkal), Afrika Tanulmányok, 11. évf. 3-4. szám,75-90. old.
- 2018 – Afrikai néphagyományok a bartóki úton (African Folk Traditions on the Bartók’s Road), Magyar Művészet, 6. évf., 1. szám, 78-84. old.
- 2018 – Magyar László szellemi hagyatékáról. Az elvégzett és el nem végzett kutatási feladatokról születése 200. évfordulóján (On the Intellectual Heritage of László Magyar. On Completed and Unfinished Research Assignments on the 200th Anniversary of his Birth), Vasi Szemle, 72. évf., 5. szám, 523-550. old.
- 2018 – Magyar László néprajzi gyűjtései. A jeles terepmunkás születésének 200. évfordulóján (Ethnographic Collections of László Magyar. On the 200th Anniversary of the Birth of a Prominent Field Worker), Honismeret, 46. évf., 6. szám, 3-9. old.
- 2018 – Jankó János és Afrika (János Jankó and Africa), Néprajzi Hírek, 47. évf., 4. szám, 36-40 old.
- 2017–2018 (2019) – – Róheim Géza és Afrika (Géza Róheim and Africa), Ethnologia, 2-3. évf./1-8. szám, 185-210. old.
- 2017–2018 (2019) – – Róheim Géza (1891–1953) Összesített bibliográfia és szakirodalmi jegyzék (Géza Róheim – Compiled Bibliography and List of Specialized Literature), Ethnologia, 2-3. évf./1-8. szám, 211-239. old.
- 2017–2018 (2019) – – Afrikai szájhagyományok Magyarországon. A több ezer nyelvi–kulturális csoportot magába foglaló földrész folklórkincsének megismerése hazánkban 1. – A kezdetektől az ötvenes évekig (African Oral Traditions in Hungary. Discovering the Folklore Resources of a Continent with Thousands of Linguistic-Cultural Groups in Hungary 1. – From the Beginning to the Fifties), Ethnologia, 2-3. évf., 1–8. szám, kb. pp 405–443. old.
- 2019 – Biafrától a házi istenségekig (Chinua Achebe verseinek fordításai kommentárokkal), Irodalmi Jelen, 19. évf., 209. szám, 46-54. old.
- 2019 – Afrika gazdasága a kulturális antropológia szemszögéből (Africa’s Economy from the Perspective of Cultural Anthropology), Magyar Tudomány, 180. évf., 3 szám, 397–405. old.
- 2019 – A szóbeli történelem kutatásának megszületése. Jegyzetek egy iskolateremtő tudós szakmai pályafutásáról – Jan Vansina) (The Birth of Oral History Research. Notes about the Career of a Scientist who Created a Science School, Jan Vansina), Klió (Debrecen, 28. évfolyam, 1. és 2. szám, 80-91, 88-95. old.
- 2019 – Népköltészet, zene és tánc Magyar László munkásságában (Folk Poetry, Music and Dance in the work of László Magyar), Irodalmi Jelen, 19. évf., 213-214. szám, július-augusztus, 176-199. old.
- 2019 – Afrikai „vad népek” költészete. Egy filológiai felfedezés és oknyomozás története. Malgas énekek Döbrentei Gábor folyóiratában (Erdélyi Muzéum, 1815) (The Poetry of African "Wild Peoples". The Story of a Philological Discovery and Investigation. Malgas Songs in Gábor Döbrentei's Journal), Erdélyi Múzeum, 81. évf., 2. szám,13-27. old.
- 2019 – Afrika az erdélyi művelődés történetében (Africa in the Transylvania’s Culture History), Kriza János Néprajzi Társaság Évkönyve, 26. kötet, 315-340. old.
- 2019 – Folklór az irodalomban. Megjegyzések Chinua Achebe: Széthulló világ c regénye kapcsán (Folklore in Literature. Remarks on Chinua Achebe’Novel Things Fall Apart), Acta Ethnologica Danubiana (Komárom), Vol. 21, 89-118. old.
- 2019 – Afrika megismerésének útján (On the Road to Know Africa), Valóság, 62. évf., 11. szám, november 97-112. old.
- 2019 – Maszk és lélek a hagyományos afrikai közösségekben (Mask and Soul in the Traditional African Communities), in: Az Eiffel-torony árnyékába. Majoros István 70 éves, Budapest, ELTE BTK Új és Jelenkori Egyetemes Történeti Tanszék, 134-146. old.
- 2019 – Az afrikai szájhagyományok a szolgálatot teljesítő folklórkutató szemével. Levél-interjú Gustaaf Hulstaert belga katolikus misszionáriussal (African Oral Traditions through the Eyes of a Serving Folklore Researcher. Mail Interview with Gustaaf Hulstaert, a Belgian Catholic Missionary), Egyháztörténeti Szemle, 20. évf., 4. szám, 103-114. old.
- 2019 – Antropológiai világtörténet-tudomány? (Jack Goodyról) (Anthropological World History Science? – About Jack Goody), Aetas (Szeged), 34. évf., 4. szám, 148-159. old.
- 2019 – Magyar László recepciója itthon és külföldön (The Reception of László Magyar in Hungary and Abroad), in: Rákóczi István szerk./ed.: Magyar200,. Szombathelyi tudományos konferencia és megemlékezés, Budapest, 1-20. old.
- 2019 – A szó(beli) művészet helye a magyar irodalom tanításában (The Place of Verbal Art in the Teaching of Hungarian literature), Magyar Művészet, 7. évf., 4. szám, 43-50. old.
- 2019 – Magyar László és Ozoro hercegnő szerelme (Ana Paula Tavares angolai költőnő poémájának fordítása terjedelmes dokumentációval) (Love of László Magyar and Princess Ozoro (translation of Angola poem by Ana Paula Tavares with extensive documentation), Vasi Szemle, 72. évf., 4. szám, 387-405. old.
- 2019 – Magyar László és a természettudományok, Afrika Tanulmányok, 13. évf., 3-4. szám, 67-82. old.
- 2019 – Ajánlás és fordítás: Luigi Pirandello: A viaszmadonna (novella), in: Jávor Béla szerk.: Az én novellám, Budapest, Szent István Társulat, 27-40. old.
- 2020 – Utószó helyett // Christiane Seydou és az afrikai hőseposz (Instead of an Afterword // Christiane Seydou and the African Hero Epic), in: Boubacar Tinguidji – Christiane Seydou: Szilamaka és Pullori. Fulani hőseposz, Érd, Mundus Novus Könyvek, 179-205. old.
- 2020 – Történelmi tények a szénakazalban. Avagy a „középső” Walsin-Esterhazy (Historical Facts in the Haystack. Or the “Middle” Walsin-Esterhazy), Búvópatak, 19. évf., 3. szám, március, 22-24. old.
- 2020 – Rítusok ’arca’ (Maszkok Nyugat-Afrikában) (’Face’ of Rituals. Masks in West Africa), Természet Világa, 151. évf., 3. szám, 108-113. old., március (mellékletekkel)
- 2020 – Chinua Achebe verseinek fordításai kommentárokkal (Translations of Poems by Chinua Achebe with Comments), Napút, 22. évf., 5. szám, június-július, 28-36, old.
- 2020 – Léopold Sédár Senghor, a költő és államférfi (Léopold Sédár Senghor, the Poet and Statesman), Napút, 22. évf., 5. szám, június-július, 67-71. old.
- 2020 – Fekete érosz. Válogatás Afrika szerelmi és erotikus népköltészetéből (Black Eros. Selection from the Love and Erotic Oral Poetry of Africa), Napút, 22. évf, 5. szám, június-július, 89-102. old.
- 2020 – Mvet ének az idő mélyéből (Samuel Martin Eno Belinga kameruni tudós és költő versciklusának fordítása kommentárokkal) (Mvet song from Deep of Time. Translation of the Verse Cycle by Samuel Martin Eno Belinga), Tiszatáj, május, 42-56. old.
- 2020 – A Szungyata eposz bűvkörében. Jan Jansen professzor munkásságáról (Int he Magis Círcle of Sundiata Epic. About Lifework by professor Jan Jansen), Valóság, 63. évf., 5. szám, május, 40-48. old.
- 2020 – Magyar László és a természettudományok (Ladislaus Magyar and the Natural Sciences), Afrika Tanulmányok, 13. évf., 3-4. szám, 67-82. old.
- 2020 – Élő mítosz a rítusok „testében” (filozófia, mitológia, kozmogónia a dogon beavatási ünnep költészetében) (Living Myth in the „Body” of Rituals. Philosoghy, Mithology, Cosmogony int he Poetry of the Dogon Initiation Festival), Új Forrás, 7. szám, 40-58. old.
- 2020 – A magyar-afrikai kapcsolatok elfeledett ’nagy pillanatai’ (The Forgotten ’Great Moments’ of Hungarian-African Relations), Hitel, 33. évf., 9. szám, szeptember, 52-72. old.
- 2020 – Példázatos életek a magyar múltból. Sass (Szász) Flóra / Lady Florence Baker – rabszolgalányból felfedező és abolicionista (Exemplary Lives from the Hungarian Past. Flóra Sass / Lady Florence Baker – from Slave Girl to Explorer and Abolicionist), Műhely (Győr), 63. évf., 3. szám, 52-66. old.
- 2020 – Wole Soyinka mint Ogun isten prófétája? (Wole Soyinka as a Prophet of the God Ogun?), Helikon, Irodalmak Afrikában - különszám, 66. évf., 4. szám, 545-566. old.
- 2020 – Afrikai és afrikai témájú prózairodalom Magyarországon (1989–2019) (African and African Themed Prose Literature in Hungary), Irodalmak Afrikában - különszám, Helikon, 66. évf., 4. szám, 606-631. old.
- 2020 – Magyar László recepciója itthon és külföldön (Ladislaus Magyar’s Reception art Home and Abroad), Polgári Szemle, 16. évf., 4-6. szám, 214-229. old.
- 2020 – Szilamaka és Pullori. Fulani hőseposz (rövid változat) (Silamaka et Poullori. Fulani Heroic Epic. Short Version), Somogy, 48. évf., 3. szám, 98-111. old.
- 2020 – What do you think about Afrocentric vision?, Afrika Tanulmányok, 13. évf., 5. különszám (special number in English), 1-14. old.
- 2020    Történelmi szomorúság. Személyes jegyzetek Lezsák Sándor Csaba-legenda feldolgozásáról, Magyar Napló, 22. évf., augusztus, 48-53. old.
- 2021 – Magyar László és a természettudományok (Ladislaus Magyar and the Natutal Sciences), Természet Világa, 132. évf., 1. szám, január, 18-24. old.
- 2021 – László Magyar – Untold Stories of a Hungarian Explorer Born Two Hundred Years Ago, Hungarian Review, 12. évf., 1. szám, March, 52-65. old.
- 2021 – Emberevés vagy rabszolgavadászat (Cannibalism and Slave Hunting), Klió (Debrecen), 30. évfolyam, 1. szám, 1-14. old.
- 2021    Magyar László, a közép-afrikai élő és élettelen természet feltárója, Vasi Szemle, 75. évf., 1. szám, 49-62. old.
- 2021    Kodolányi János regényei és a bartóki modell, in: Sulyok Bernadett szerk.: A válságtudattól a megvilágosodás lehetőségéig, Konferenciakötet Kodolányi János születésének 120. és halálának 50. évfordulója alkalmából, Budapest, MMA Kiadó, 77-111. old.
- 2021    Mit jelent az afrocentrikus látásmód?, Hitel, 34. évf., aug., 89-108. old.
- 2021    Haditengerészből néprajzi felfedező. Magyar László életéről és az angolai népek körében végzett kutatásairól, Műhely, 44. évf., 3. szám, 47-54. old.
- 2021    Egy prózaíró megmerül a hagyományok tengerében (avagy Kodolányi János regényírói művészetének világfolklór forrásai), Valóság, november, 64. évf., 11. szám, 47-57. old.
- 2021    A kígyó mítosza, Élet és Tudomány, 76. évf., 35. szám, 1105-1107. old.
- 2021    A Manasz kirgíz hőseposz, Forrás, 53. évf., 9. szám, szeptember, 134-137. old.
- 2021    Az emberivé válás rögös útjain, Agria, 15. évf., 3. szám, 225-228. old.
- 2021    Megkésett búcsúztatás (Gabriel Okara 1921–-2019), Agria, 15. évf., 2. szám, 238-240. old.
- 2021    Soyinka: Gyökerek, ford. kommentárral, Alföld, 72. évf., 8. szám, július, 50-53, 59-62. old.
- 2021    Életrevalók (Horváth Ernő Zoltán: „Életrevalók” Híres fogyatékkal élő emberek), Forrás, 53. évf., 12. szám, 125-132. old.
- 2021    Az epopeia pályafutása hazánkban (Ritoók Zsigmond: Homéros Magyarországon), Magyar Napló, 33. évf., 12. szám, december, 63-65. old.
- 2021    Az afrikai hőseposz kutatás a francia nyelvűség területén, Afrika Tanulmányok, 15. évf., 1-2. szám, 47-63. old.
- 2021    What is meant by Afrocentric Perspective?, Hungarian Conservative, Vol. 1., No 4, 100-111. old.
- 2021    Szerémség, Országút, 2. évf., 51-52. szám, 69-71. old.
- 2022    Magyar kultúra – magyar közösségek itthon és határokon túl, Valóság, 65. évf., 1. szám, 105-111. old.
- 2022    Az afrikai hőseposz Magyarországon, Kortárs, évf., 6. szám, június, 65-76.old
- 2022    Wole Soyinka: Ogun Abibiman (poéma), fordítás kommentárral, Tiszatáj, július-augusztus,76. évf., 42-62. old.
- 2022    Van-e afrikai hőseposz? (válasz Ruth Finnegan negatív tézisére a Moneblum avagy a kék ember című kameruni bulu hőseposz elemzésével), Magyar Művészet,, 10. évf., 4. szám (július), 56-67. old.
- 2022    Dogonok Bandiagara szikláin, Hitel, 35. évf., 8. szám, 61-77. old. + 8 old. színes melléklet.
- 2022    Adichie: Americanah (ism.), Forrás, 54. évf., 11. szám, 103-107. old.
- 2022    Mítosz és/vagy történelem? – Miről vall az afrikai szájhagyományok napjainkra igen gazdaggá vált kincsestára, in: Hoppál Bulcsú – Szabados György szerk.: Mitosz és történelem II. Tanulmányok Hoppál Mihály 80. születésnapjára, Budapest, Európai Folklór Intézet – Magyar Vallástudományi Társaság, 843-870. old.
- 2022    Karcolatok, Eugenio Montale prózája kommentárokkal, Hitel, 35. évf., 12. szám, 19-36. old.
- 2022    Egy magyar „tudós prózaíró” Megjegyzések Szalay Károly Szent Jeromos éjszakája című regényéről és a hozzá kapcsolódó Az ötödik evangélista című tanulmánykötetéről, Kortárs, 66. évf., 12. szám, 65-77. old.
- 2022    Az Afrikaiak „zongorája”, in: Bali János et al. szerk.: Antropológia – gondolkodás – alkotás, Budapest, Magyar Kulturális antropológiai társaság, 249-261. old.
- 2022    Siratóktól a pókmesékig / Ghána népeinek hagyományaiból, Élet és Tudomány, 77. évf., 50. szám, december 16, 1815-1818. old.
- 2023    Hegedűs Loránt: A költő-Vátesz Ady (ism.), Agria, 2. szám, kézirat: 1-7. old. (megjelenőben)
- 2023    Wole Soyinka: Adinkre, poema fordítása kommentárral, Kortárs, kézirat: 1-28. old. (megjelenőben)
- 2023    A joruba kultúráról dióhéjban / A dicsérő énekről általában / A joruba Oriki, Valóság, 1-19. old. (megjelenőben)
- 2023    Biernaczky János: Túl jóléten és technikán, közreadja kommentárral: B. Sz., Valóság, kézirat: 1-27. old. (megjelenőben)
- 2023    Jared Staller jegyzet (Emberevés vagy rabszolgavadászat,), Vasi Szemle, kézirat: 1-13. old.(megjelenőben)
- 2023    Gyarmatosítás után avagy az afropolitanizmus útján (Achebe, Adichie és más nigériai igbo írók regényei magyar nyelven), Magyar Művészet, kézirat: 1-24. old. (megjelenőben)
- 2023    A magyar-afrikai-kapcsolatok elfelejtett nagy pillanatai (angol nyelven), Hungarian Review, 14. évf., 1-2. szám, két részben, kézirat: 1-28 old. (megjelenőben)
- 2023    Xéniák, Eugenio Montale verseinek fordításai, kommentárral, Hitel, kézirat: 1-17 old. (megjelenőben)
- 2023    Magyar tájak (Lukáts János kötete), 1-10. old. Forrás, kézirat: 1-10. old. (megjelenőben)
- 2023    Hány nyelv / hány irodalom van Afrikában, Természet Világa, kézirat: 1-20. old. (megjelenőben)
- 2023    Szigetember (elmélkedések Lukáts János regényeiről), Magyar Napló, kézirat: 1-13. old. (megjelenőben)

### Versek
- 2019    Magna Hungaria (költemény), Napút, 22. évf., 2. szám, 159-191. old.
- 2020    Az évezredek asszonya (versciklus, 13 költemény), Napút, 22. évf., 2. szám, március. 123-131. old. old.
- 2020    Élet/halál tropizmusok (versek), Somogy, 48. évf., 2. szám, 58-59. old.
- 2020    Forgácsok hindu versmértékekre, Búvópatak, 19. évf., 4. szám, 23. old.
- 2021    Liszt: Funerailles (vers), Hitel, 34 évf., 3. szám, március, 74-76. old.
- 2021    Tengerekből kékszemű (4 költemény a versciklusból), Somogy, 49. évf., 2. szám, 27-34. old.
- 2021    Négy vers (Öregség, Vajon teli poggyásszal kell elmennem, Evangelizáció, Madárfészek a Marson), Agria, 15. évf., 4. szám, 223-224. old.
- 2021    Reminiszcenciák (1-6), Bárka, 29. évf., VI. szám, 25-27. old.
- 2022    Szerenád Afrikából, Műhely, 45. évf., 1. szám, 45-47. old.
- 2022    Nyitás a végtelenre, Agria, 16. évf., 4. szám, 136-137. old.
- 2022    Két vers (A kozmosz nem válaszol, A kozmosz mégis válaszol), Somogy, 50. évf., 2. szám, 84-87. old.
- 2022    Újabb két vers (A kozmosz miért hallgat, Egyetlen parancsolat), Somogy, 50. évf., 4. szám, kézirat: 1-5. old. (megjelenőben)
- 2023    Három vers (DKW-ként, Hamvasztás előtt, Arccal a fénynek), Agria, 16. évf., 4. szám, kézirat: 1-4. old. (megjelenőben)
- 2023    Egy vers (Anyám), Bárka kézirat: 1-3. old. (megjelenőben)

## Díjai, kitüntetései
- Magyar Rádió Nívódíja (1977)
- Bárdos Lajos emlékérem (1989)
- Kós Károly-díj (2001)
- NKA alkotói ösztöndíj: Izibongo vagy oriki (2007)
- Iroko Award életműdíj (2012)
- Művészeti Életpálya Elismerés (EMMI, 2022)
- József Attila-díj (2025)

## Közéleti tevékenysége
- Afrikai Kutatási Program / ELTE TTK Földrajzi Intézet mellett (igazgató) (1984–1992)
- Magyarországi Dél-Afrika Egyesület (elnök) (1990–2016)
- Magyar Oktatási, Tudományos és Kulturális Alapítványok Egyesülete (MOTKA) (elnök) (1992-2014)
- Magyar Filológiai Társaság Afrikai Szakosztály (társelnök) (1992-től–???) (nem működik)
- Magyar Néprajzi Társaság (tag)
- Magyar Írók Szövetsége (tag)
- Magyar Kulturális Antropológiai Társaság (tag)
- Magyar Szemiotikai Társaság (tag)
- MTA köztestületi tag
- MTA Afrika Albizottság (tag)

## Külföldi tanulmányútjai
- 1969: Olaszország – magyar állami ösztöndíj
- 1974: Olaszország – magyar állami ösztöndíj
- 1976: Olaszország – magyar állami ösztöndíj
- 1978: Olaszország – ELTE – Padovai Egyetemi Kutatócsere Egyezmény
- 1980: Olaszország – magyar állami ösztöndíj
- 1989: Dél-Afrika – South Africa Foundation meghívása
- 1991: Anglia, tanulmányi magánút, Afrika-kutatás
- 1992: Anglia – SOAS Afrika-konferencia és kutatás
- 1994: Dél-Afrika – ENSZ megfigyelői státusz
- 2000: Németország – DAAD Ösztöndíj
- 2013: Németország – Frankfurt, Frobenius Intézet